# Alieu Conateh
Alieu Conateh (* 28. Dezember 2006) ist ein gambischer Fußballspieler.

## Karriere
Conateh begann seine Karriere bei den Gambinos Stars. Zur Saison 2025/26 wechselte er zum Schweizer Erstligisten Grasshopper Club Zürich. Dieser verlieh ihn im August 2025 an den österreichischen Zweitligisten SKU Amstetten.
Sein Debüt in der 2. Liga gab er im August 2025, als er am zweiten Spieltag jener Saison gegen Admira Wacker in der 55. Minute für Thomas Mayer eingewechselt wurde. In jenem Spiel erzielte er mit dem Treffer zum 2:2-Endstand auch sein erstes Tor im Profibereich.